# A Will
A Will es el octavo álbum del grupo rock japonés Luna Sea. Es su primer álbum con nuevo material en más de trece años tras reunirse en 2010 después de disolverse en el 2000. El álbum llegó a ser número 3 en Oricon y Billboard Japón.

## Lista de canciones
Toda la música compuesta por Luna Sea. 
| N.º | Título                                                                     | Duración |  |
| 1.  | «Anthem of Light» (Composición original de J.)                             | 4:16     |  |
| 2.  | «Rouge» (Composición original de Sugizo.)                                  | 4:29     |  |
| 3.  | «The End of The Dream» (Composición original de J.)                        | 4:00     |  |
| 4.  | «Maria» (Composición original de Inoran.)                                  | 5:28     |  |
| 5.  | «Glowing» (Composición original de J.)                                     | 4:27     |  |
| 6.  | «Ran (乱 Turbulento?)» (Composición original de Sugizo.)                   | 4:28     |  |
| 7.  | «Absorb» (Composición original de Inoran.)                                 | 6:18     |  |
| 8.  | «Metamorphosis» (Composición original de Sugizo.)                          | 5:47     |  |
| 9.  | «Gin no Tsuki (銀ノ月 Mes de la plata?)» (Composición original de Sugizo.) | 5:32     |  |
| 10. | «Thoughts» (Composición original de Inoran.)                               | 4:04     |  |
| 11. | «Grace» (Composición original de J.)                                       | 5:11     |  |